# Hélder Miranda
Hélder António Duarte Miranda (* 23. Februar 1979 in Torres Vedras) ist ein portugiesischer Radrennfahrer.
Helder Miranda begann seine Karriere 2002 bei dem Radsport-Team Porta da Ravessa. In seinem ersten Jahr dort gewann er eine Etappe bei Porto-Lisboa. 2004 wechselte er zu Wurth-Bom Petisco und seit 2005 fährt er für das portugiesische Continental Team Riberalves. Dort gewann er die beiden Eintagesrennen Circuito de São Bernardo und Circuito de Alcobaça. 2006 wurde er nationaler Meister im Einzelzeitfahren, und er gewann den Circuito do Restaurante Alpendre sowie zum zweiten Mal den Circuito de Alcobaça. In der Saison 2007 fuhr er für das Professional Continental Team Benfica Lissabon.

## Palmarès
2006
- Portugiesischer Meister – Zeitfahren

## Teams
- 2002 Porta da Ravessa-Zurich
- 2003 Porta da Ravessa-Bom Petisco
- 2004 Wurth-Bom Petisco
- 2005 Riberalves-Goldnutrition
- 2006 Riberalves-Alcobaca
- 2007 Benfica Lissabon